# 뷰티 인사이드 (드라마)
《뷰티 인사이드》는 2018년 10월 1일부터 2018년 11월 20일까지 JTBC에서 방영된 월화 드라마이다.

## 기획의도
일주일마다 다른 사람으로 변하는 여자와 그녀를 만나 사랑에 빠지는 남자의 로맨스 드라마

## 등장 인물

### 주요 인물
- 서현진 : 한세계 역 - 배우
- 이민기 : 서도재 역 - 선호그룹 티로드항공의 본부장
- 이다희 : 강사라 역 - 선호그룹 원에어의 대표
- 안재현 : 류은호 역 - 신부지망생. 한세계의 고등학교 동창
- 이태리 : 정주환 역 - 서도재의 비서
- 문지인 : 유우미 역 - 한세계의 소속사 대표 겸 매니저. 한세계의 고등학교 동창

### 선호그룹 일가
- 나영희 : 임정연 역 - 선호 홀딩스 대표이자 선호장학재단의 이사, 서도재의 어머니
- 이문수 : 임회장 역 - 선호그룹 회장이자 선호장학재단의 재단장, 서도재의 외할아버지
- 강남길 : 강대식 역 - 식물생산과학부 원예생명공학 교수, 강사라의 아버지

### 주변 인물
- 김희정 : 한숙희 역 - 한세계의 어머니 (특별출연)
- 류화영 : 채유리 역 - 배우 (특별출연)
- 김승욱 : 이희섭 역 - 영화감독
- 이한위 : 은호의 아버지 역
- 김예령 : 은호의 어머니 역
- 이철민 : 김이사 역 - 티로드항공 이사

### 그 외 인물
- 오유진 : 류아람 역 - 은호의 동생
- 김종석 : 서부장 역 - 티로드항공의 부장
- 박건
- 권해성 : 이현석 역 - 티로드항공의 팀장
- 김혜지 : 수정 역 - 티로드항공 직원
- 정은성 : 티로드항공 직원 역
- 이서준
- 김수정
- 최민채
- 최요운
- 김진욱
- 안영미
- 공라희
- 백준
- 김소담
- 윤예원
- 김광태
- 김경희
- 김민채
- 하지윤
- 김용진
- 김명진
- 이다정
- 김주영 : 최성우 역 - 후원 받은 남학생
- 박선우
- 조연우
- 정석규
- 최윤준 : 저소득층 후원재단장 역
- 오세영 : 주가영 역 - 후원 받은 여학생
- 김지현
- 유연우
- 이운재
- 서광재 : 오 박사 역 - 서도재의 주치의
- 김태랑
- 이정우
- 우혜영 : 일일 한세계 역
- 이진우
- 홍은주 : 일일 한세계 역
- 김종두
- 오경민
- 김보미
- 박수현
- 박은영
- 조아진
- 이다정
- 진주하
- 민수아
- 조예진
- 오성미
- 한소은
- 박신혜
- 김시윤
- 김예화
- 임지영
- 박옥출
- 김연희
- 안성원
- 채서연
- 서이수
- 이한
- 모규민
- 엄수빈
- 김봄
- 전해솔
- 이수아
- 박지혁
- 김화영
- 윤혁진
- 유영빈
- 김연희
- 주부진 : 배식 받는 할머니 역
- 박현정 : 민준의 엄마 역
- 박시윤 : 민준엄마의 아들 역
- 이은경
- 이유나
- 김다은
- 오하늬
- 정영도
- 민채윤
- 이아민
- 강윤혜
- 민유린
- 전다솔
- 서은채
- 신민주 : 신민주 역 - 강사라의 비서
- 문우빈
- 김승민
- 임지민
- 김보미
- 백상희
- 김현태
- 김현배
- 임동민
- 송인섭
- 이유진
- 이윤희
- 고소영
- 박선혜
- 안수민
- 유금 : 공항에서 한세계를 알아보는 여자 역
- 옥주리 : 공항에서 한세계를 알아보는 여자 역
- 오진하
- 박한나
- 박은영
- 이인아
- 한영희
- 윤예나
- 공민규
- 김범진 : 한세계와 데이트하는 남자 역
- 한지아
- 정다겸
- 엄혜수
- 박기훈
- 김도아
- 유로
- 장인영
- 김준경
- 주아연
- 김동규
- 조현임
- 엄태옥
- 송지훈
- 한수연
- 손주환
- 한정아
- 박우정
- 한아름
- 은서라
- 정서영
- 이정우
- 박희곤
- 윤지환
- 박은영 : 포장마차 주인 역
- 박희경
- 오세영
- 서혜진
- 윤하
- 김수연
- 서정준
- 이진목 : 일일 한세계 역
- 차동신
- 이재순
- 박용
- 심영민
- 유영복
- 성찬호
- 신원호 : 민우 역
- 신희국
- 심상우
- 이수민
- 신민지
- 김수현
- 오정원
- 김주아
- 권반석
- 권용식
- 김윤주
- 손정림
- 최혁 : 조감독 역
- 박소담
- 이윤희
- 송경의 : 의사 역
- 이용녀 : 무속인 역
- 차민혁
- 권진우 : 퀵서비스 배달원 역
- 김민정
- 손이화 : 굿하는 무속인 역
- 김상훈
- 마선주
- 백영미
- 성정숙
- 김광인 : 췌장암 진단을 내리는 의사 역
- 강인서 : 김지훈 역
- 최재영
- 박시현
- 김병철
- 김준희
- 박준수
- 정재숙
- 이서율
- 김대현
- 임휴민
- 김윤주
- 전영훈
- 윤현
- 최지희
- 민영 : 리얼리티 프로그램 작가 역
- 김지수
- 신민주
- 백준
- 전영훈
- 윤예원
- 장희영
- 차상미
- 이은실
- 이창
- 정애화
- 명석근
- 이마루
- 이승준
- 전은혜
- 방초록
- 정태훈
- 이선영
- 최찬숙
- 김동현
- 김근영
- 정난희
- 표동준
- 이가령 : 여배우 역

### 특별출연
- 김성령 : 일일 한세계 역
- 손숙 : 일일 한세계 역
- 김준현 : 일일 한세계 역
- 남성진 : 김태진 역 - 진지물산의 대표
- 강소라 : 강소라 역 - 시상식의 시상자
- 이재윤 : 영화 '나를 모르는 너에게' 남자주인공 역 - 시상식에 참석한 연예인
- 예지원 : 시상식에 참석한 연예인 역
- 최대철 : 영화 '옥정'의 왕(숙종) 역 - 시상식에 참석한 연예인
- 하시은 : 시상식에 참석한 연예인 역
- 김기두 : 의사 역
- 고규필 : 일일 한세계 역
- 조현식 : 영수 역 - 택배기사
- 김명국 : 장경구 역 - 서울지방항공청장
- 김민석 : 일일 한세계 역
- 문우진 : 서우주 역 - 일일 한세계
- 라미란 : 일일 한세계 역
- 김영훈 : 최기호 역 - 사라의 정혼자, 다시투어 대표
- 허영지 : 한세계의 팬 역
- 전혜빈 : 일일 한세계 역
- 허정민 : 일일 한세계 역
- 박명훈

## 촬영지
- 영화의 전당
- 인천국제공항
- 호텔현대 경주
- 동궁과 월지
- 트라이보울
- 인천대교
- 베어트리 파크
- 일산 호수공원
- 아트센터 화이트블럭
- NC큐브 커널워크
- 동작대교
- 두물머리
- 내추럴가든529
- 동화컬쳐빌리지
- 다대포해수욕장
- 산토리니
- 아난티코브
- 쁘띠프랑스

## OST
- Part.1 : 구름 (로시) (발매일 : 2018년 10월 1일)
- Part.2 : The Beauty Inside (Feat.2morro) (빈센트) (발매일 : 2018년 10월 9일)
- Part.3 : 꿈처럼 내린 (다비치) (발매일 : 2018년 10월 16일)
- Part.4 : 내 생애 아름다운 (케이윌) (발매일 : 2018년 10월 23일)
- Part.5 : The Love Inside (2morro) (발매일 : 2018년 10월 30일)
- Part.6 : Goodbye (웬디) (발매일 : 2018년 11월 6일)

## 시청률
최저 시청률과 최고 시청률은 시청률 조사회사와 지역별로 시청률에 차이가 있을 수 있습니다.
| 2018년 | 2018년    | 2018년     | 2018년      |
| 회차   | 방송일    | AGB 시청률 | TNmS 시청률 |
| ------ | --------- | ---------- | ----------- |
| 제1회  | 10월 1일  | 2.882%     | 3.2%        |
| 제2회  | 10월 2일  | 2.827%     | 3.5%        |
| 제3회  | 10월 8일  | 3.479%     | 4.7%        |
| 제4회  | 10월 9일  | 4.331%     | 5.5%        |
| 제5회  | 10월 15일 | 3.868%     | 5.1%        |
| 제6회  | 10월 16일 | 4.437%     | 4.7%        |
| 제7회  | 10월 22일 | 4.296%     | %           |
| 제8회  | 10월 23일 | 4.281%     | %           |
| 제9회  | 10월 29일 | 3.814%     | %           |
| 제10회 | 10월 30일 | 3.552%     | %           |
| 제11회 | 11월 5일  | 4.147%     | 4.7%        |
| 제12회 | 11월 6일  | 4.759%     | 6.1%        |
| 제13회 | 11월 12일 | 4.689%     | 5.6%        |
| 제14회 | 11월 13일 | 5.317%     | 6.4%        |
| 제15회 | 11월 19일 | 5.209%     | 7.3%        |
| 제16회 | 11월 20일 | 5.181%     | 6.4%        |

## 동시간대 드라마
- tvN 월화드라마

《백일의 낭군님》 (2018년 9월 10일 ~ 2018년 10월 30일)
《계룡선녀전》 (2018년 11월 5일 ~ 2018년 12월 25일)